# Ceraclea trifurca
Ceraclea trifurca là một loài Trichoptera trong họ Leptoceridae. Chúng phân bố ở miền Ấn Độ - Mã Lai.